# Edith Hayllar

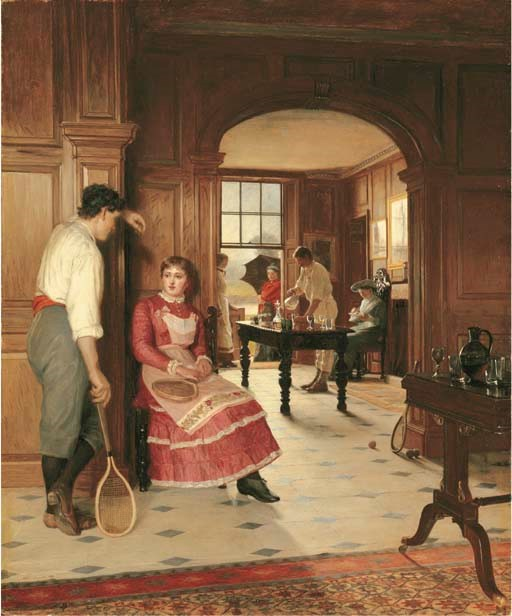
Summer Shower

Edith Parvin Hayllar (* 1860 in Wallingford (Oxfordshire); † 1948) war eine britische Malerin des Neoklassizismus. Ihr Schwerpunkt lag auf Alltags- und Freizeitszenen der oberen Mittelschicht im viktorianischen England und der Genremalerei.

## Leben
Edith Hayllars wurde als zweite von vier Töchtern des Malers James Hayllar und seiner Frau Ellen Phoebe geboren. Vor der 1858 geborenen Tochter Jessica kamen bereits zwei Söhne zur Welt. Im Viktorianischen Zeitalter brachte der Vater es zu Ruhm und Wohlstand und ließ sich in einem Schloss auf dem Lande nieder, dem Landsitz Castle Priory am Ufer der Themse in der Nähe von Wallingford in Berkshire. Einer ihrer direkten Nachbarn war der Maler George Dunlop Leslie. Edith Hayllar wurde wie ihre Schwestern im Atelier des Vaters als Malerinnen ausgebildet. Edith Hayllar erhielt mehrere Stunden Unterricht pro Tag. Nur sie und die älteste Schwester Jessica haben Karriere gemacht, die beiden jüngeren Schwestern Kate und Mary haben nach kurzer Zeit die Malerei aufgegeben. Im Jahre 1897 heiratete Edith Hayllar den Geistlichen Bruce MacKay, der seit 1893 Rektor der St. Leonhard’s Kirche in Wallingford war. Sie gab das Malen mit ihrer Heirat und ihrem Auszug aus dem Elternhaus auf und lebte mit ihrem Mann im Pfarrhaus in Wallingford. 1898 wurde die Tochter Margaret, genannt Peggy geboren, 1900 ein Sohn. 1902 zog die Familie nach Sutton Courtenay, ein kleines Dorf, das etwa 16 Kilometer nordwestlich von Wallingford liegt. Zwei weitere Kinder folgten. Als Edith Hayllars Vater 1920 starb, zog ihre ältere Schwester Jessica zu ihr.

## Werk
Edith Hayllar malte in den zwei Jahrzehnten der 1880er und 1890er Jahre mindestens 43 Bilder. Sie schuf Stillleben sowie Bilder von Frauen, Kindern und Dienstpersonal zu Hause, z. B. beim Teetrinken, Lesen im Garten, im Gewächshaus oder beim Tennisspielen. Nach seiner Erfindung im Jahr 1874 hatte Tennis das Land erfasst und erfreute sich vor allem bei der Jugend größerer Beliebtheit als Bogenschießen oder Krocket.
Edith Hayllar produzierte ein breiteres Themenspektrum als ihre Schwestern und ging über die Grenzen des häuslichen Umfelds hinaus. So stellte sie zum Beispiel in ihren Werken das Verhältnis zwischen der Arbeiterklasse und der Mittelschicht dar oder malte Bilder von Männern, die sich nach der Jagd entspannen und essen. Daneben schuf sie auch Bilder von Sportszenen oder Outdoor-Aktivitäten und malte Porträts.
- 1881: A Present from the Farm[3][A 1]
- 1881: The Morning Call, Öl auf Holz[5]
- 1882: Meal Time[3][A 2]
- 1882: As Hungry as a Hunter[3][6][7][A 3]
- 1883: A Summer Shower, Öl auf Leinwand, The Forbes Magazine Collection, New York[2][3][4][6][8][A 4] Das Werk aus der „Forbes Collection of Victorian Pictures and Works of Art“, der besten Sammlung viktorianischer Kunst, die in der jüngeren Auktionsgeschichte zum Verkauf stand, wurde im Februar 2003 in einer Auktion über zwei Tage und drei Sitzungen bei Christie’s London versteigert.[9]
- 1883: Christmas Dinner at the Rectory[3][5][A 5]
- 1884: Hand Parcels, Liverpool Walker Gallery[3][A 6]
- 1884: The Tennis Players[3]
- 1885: Seniores Priores[3][A 7]
- 1885: Blackberry Tart[3][5][A 8]
- 1886: The Sportsmen’s Luncheon[3][6]
- 1887: Finishing Touches[3][A 9]
- 1887: The First of September[3][6]
- 1887: Jack Ashore[3][6][A 10]
- 1887: The Single Married, The Married Happy[3][A 11]
- 1888: The First of October, Privatbesitz[3][A 12]
- 1889: Feeding the Swans, Privatbesitz[3][10][A 13]
- 1890er-Jahre: A Cosy Chat[3][A 14]
- 1890: James Hayllar, Öl auf Papier, Wallingford Town Council Collection[3]
- 1891: Sister Arts[3][6][A 15]
- 1891: Nuts and Wine[3]
- 1891: Autumn Sunlight[3]
- 1892: Three Feet Nothing[3]
- 1893: B Is for Brother[3][6]
- 1893: More Hindrance Than Help[3]
- 1894: Tommys School Hamper, Öl auf Holz[5]
- 1895: Afternoon Tea/Five O’clock Tea[3][A 16]
- 1896: James Hayllar, The National Museum of Women in the Arts, Washington, D.C.[3]
- 1896: Ellen Phoebe Hayllar, The National Museum of Women in the Arts, Washington, D.C.[3]
- 1897: A Cosy Corner, Privatbesitz[3][6][A 17]
- 1897: Tea in the Conservatory[3][A 18]
- 1898: Intruders Made Welcome[3]
- 1899: Caught[9]
- Sunflowers[3]
- Lilies of the Field[3]
- A Quiet Pipe[3][A 19]
- Crumbs From a Rich Man's Table[3][A 20]
- A Punting Party[3]
- ‘e went that way, Sir[3][A 21]
- Intruders Made Welcome[3]
- Hand Parcels[3]
- Farmhouse Butter and Eggs, Privatbesitz[3]
- Kind Enquiries[3][A 22]
- Kiss and Make Well[3]
- Making a Man of Him[3]
- Pheasants & Hares[5]
- Self-Portrait, Öl auf Leinwand, Privatbesitz[1]
- Housemaid Polishing a Chair, Öl auf Leinwand, Lotherton Hall, Leeds Museums and Galleries[11]

## Ausstellungen
- 1881–1889: Jährliche Ausstellung in der Royal Society of British Artists[3]
- 1882: Dudley Society of Artists[3]
- 1882–1897: Royal Academy of Arts, London[3]
- 1883 und 1884: Royal Institute of Painters in Water Colours[3]
- 1883, 1884 und 1888: Ausstellungen in Liverpool[3]
- 1889: Walker Art Gallery, Liverpool[3]
- 1890: Ausstellung in Manchester[3]
- Royal Society of Arts, Birmingham[3]
- 1974: The Art and Mind of Victorian England, Christie’s[4]
- 1975/1976: The Royal Academy (1837–1901) Revisited, Christie’s[4]
- 1977: Women Artists: 1550 – 1950. Los Angeles County Museum of Art; Austin, Texas, University Art Museum; Pittsburgh, Carnegie Institute; Brooklyn, The Brooklyn Museum[4]
- 1981: 32 Victorian Paintings from the Forbes Magazine Collection, Christie’s[4]
- 1982: The Substance or the Shadow, Christie’s[4]
- 1985: The Pre-Raphaelites and their Times, Christie’s[4]
- 1986/1987: The Painter was a Lady, Christie’s[4]
- 1989: Love All, the Romance of Tennis, Wimbledon Lawn Tennis Museum, London[4]
- 1993: Pintura Victoriana, Christie’s[4]
- 1994: Victorian Women Artists and Authors, Yale Center for British Art[4]
- 1994: A Struggle for Fame, Christie’s[4]
- 1994/1995: Ladies of the Brush, Christie’s[4]
- 1997/1998: The Pursuit of Leisure, Christie’s[4]
- 2000/2001: The Defining Moment, Christie’s[4]
- 2003: Pre-Raphaelite and other masters: the Andrew Lloyd Webber Collection, The Royal Academy, London[12]

## Rezeption
Edith Hayllars bekanntestes Bild ist Summer Shower. Es gilt als eines der berühmtesten Genreszenen des 19. Jahrhunderts.
Christopher Wood beschrieb es in der Zeitschrift The connoisseur: An illustrated magazine for collectors so:

“To  my  mind  this  is one  of  the  most  charming  genre  scenes  of  the nineteenth  century,  a  rustic,  anglicised  version  of Tissot.  It  is  wonderfully  redolent  of  an  English  summer  afternoon,  with  sets  of  inconsequential  tennis, showers,  lemonade,  and  tea  doubtless  to  follow.”

Galerie
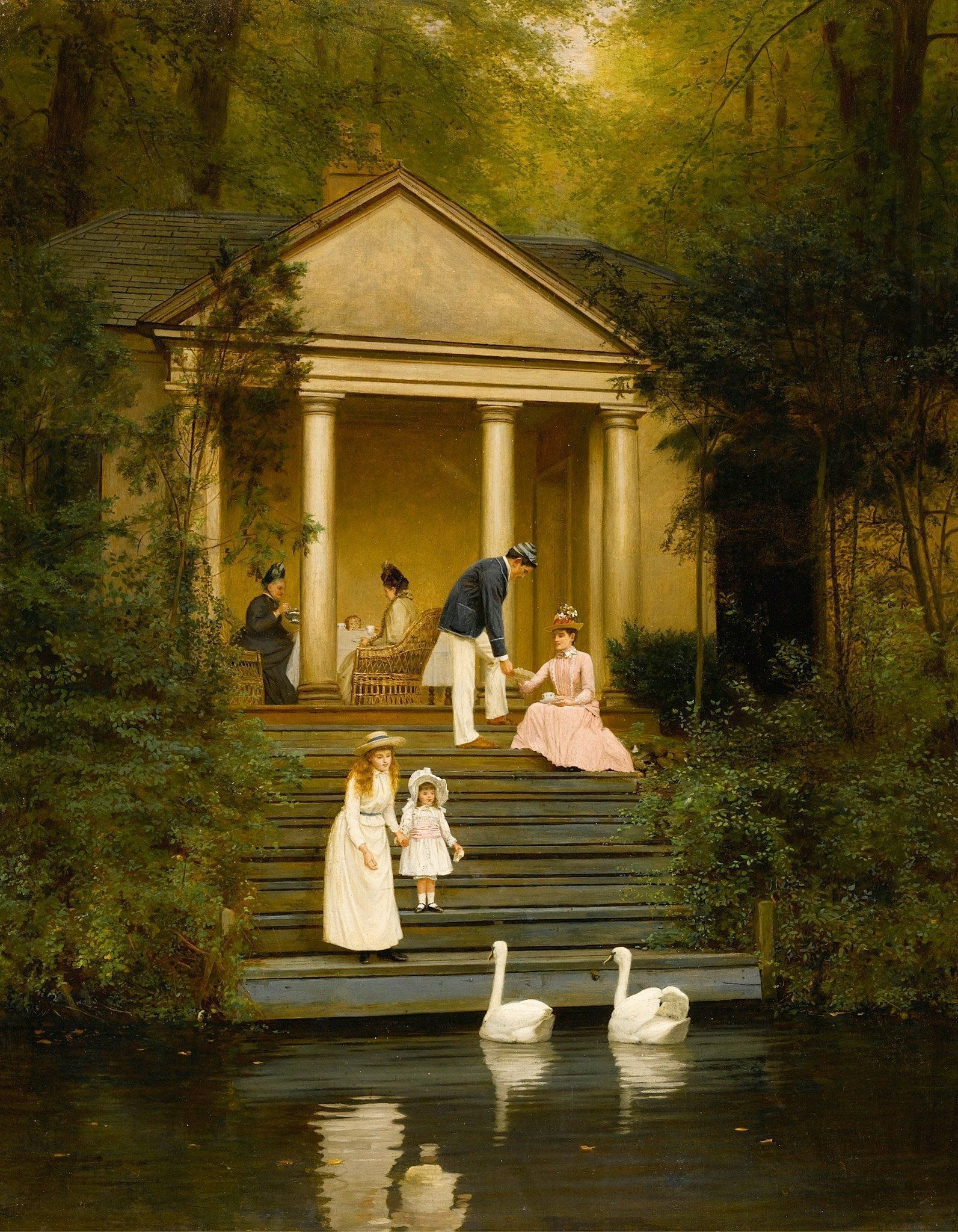
Feeding the Swans („Füttern der Schwäne“)
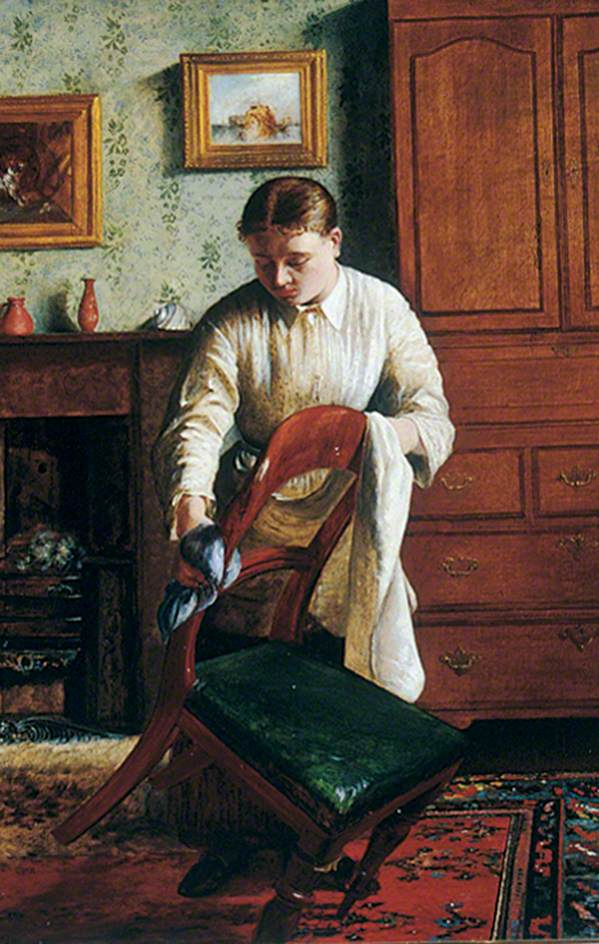
Housemaid Polishing a Chair („Haushälterin einen Stuhl polierend“)
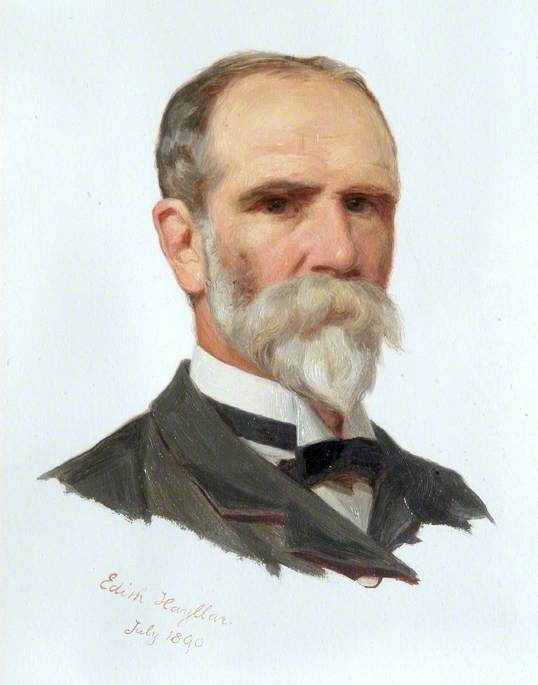
James Hayllar
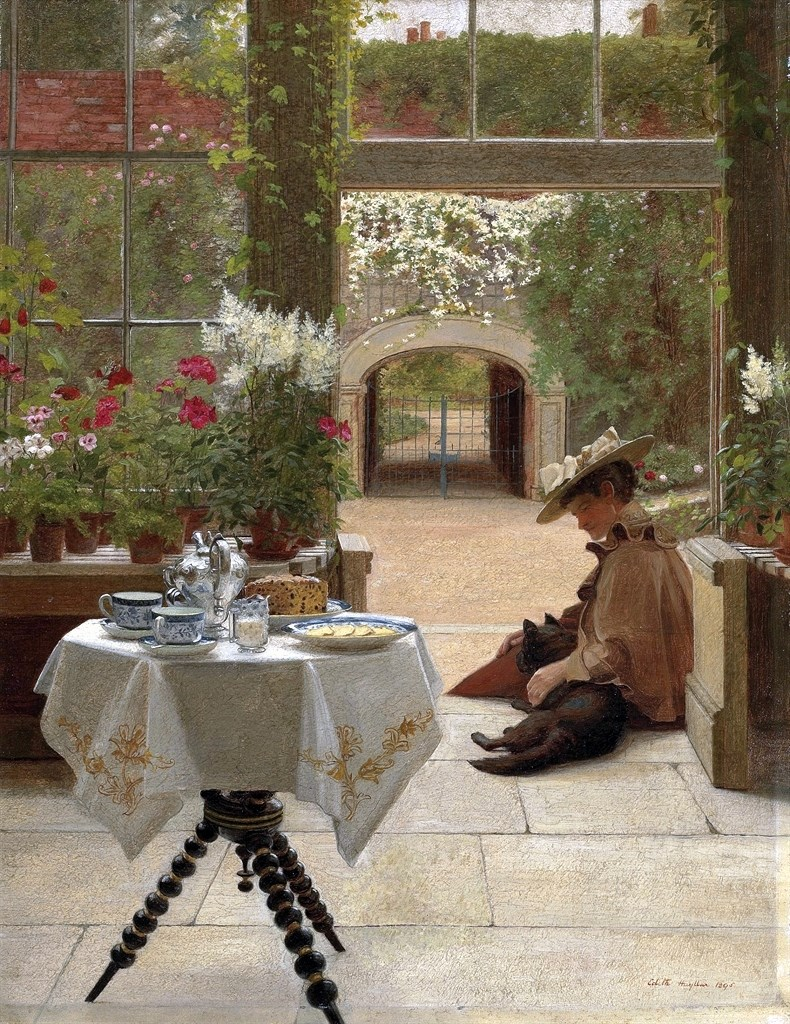
Five O’clock Tea („Fünf-Uhr-Tee“)
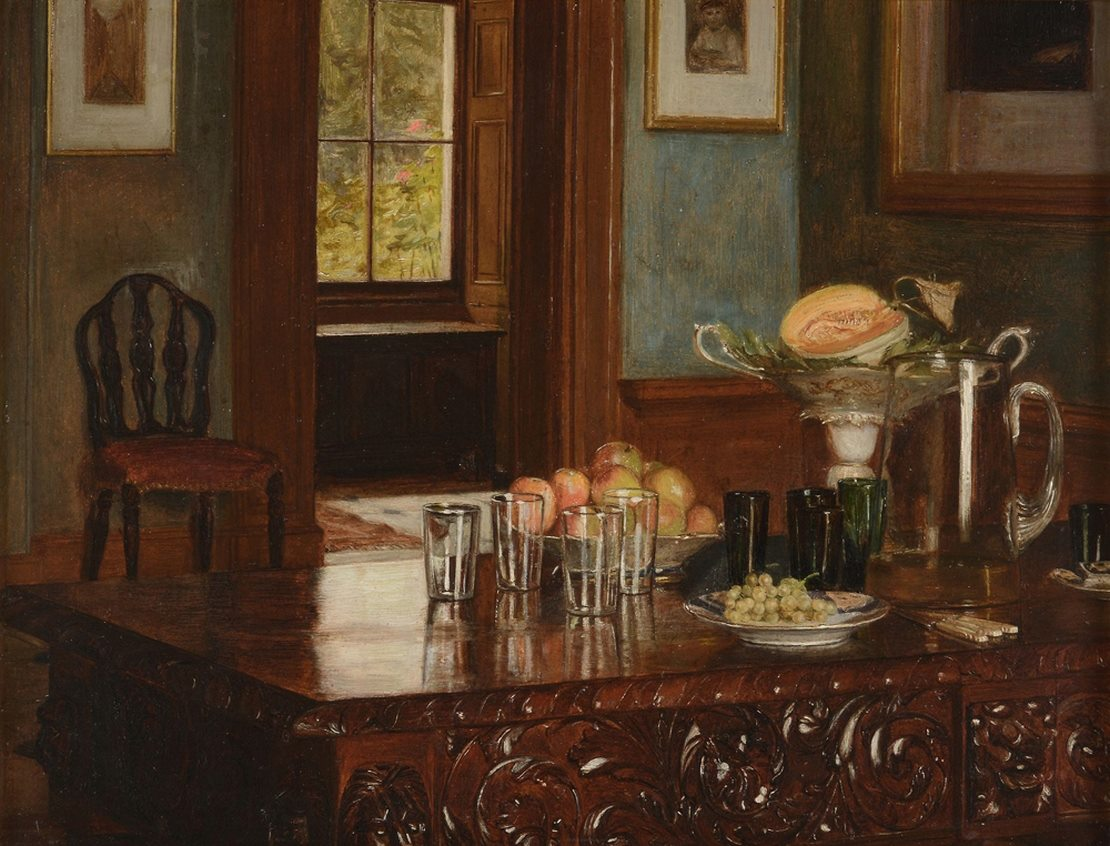
Crumbs from a Rich Man’s Table („Krumen von eines reichen Mannes Tisch“)